# 奥田ひとし
奥田 ひとし（おくだ ひとし、男性、1963年8月15日 - ）は、日本の漫画家。代表作は『天地無用!』、『でたとこプリンセス』など。

## プロフィール
秋田県仙北郡協和町（現：大仙市）出身。秋田県立秋田高等学校、駒澤大学経済学部卒業。在学中に「LEO」のペンネームで、徳間書店の季刊誌「ハイパーゾーン」に連載された『カナミ - 時の瘡痕』でデビュー。
大学卒業後は大手ハムメーカーに営業マンとして就職し断筆したが、漫画家への夢を捨てきれず1989年の手塚治虫逝去をきっかけに退社、出渕裕・結城信輝らの下でアシスタントとして修行を積む。当時の実績から、ゼネラルプロダクツが発刊したゼネプロカタログでは「日本の二大トップアニメーターの元で修行した漫画家」と紹介されている。翌1990年、白夜書房の「コミッククラフト」創刊号『ラジカルガーディアン』にて、ペンネームを「奥田ひとし」に改名し再デビュー。このペンネームは、高校時代の同級生であり漫画の技術へ大きな影響を受けた今野仁に敬意を表したものである。
コミッククラフトは7号で廃刊になったが、富士見書房からラジカルガーディアン単行本化の話があり（白夜からも単行本化の話はあった）、連載分1巻に書き下ろし2巻を加えた全3巻を発売。以後は富士見書房の雑誌「ドラゴンマガジン」「コミックドラゴン」などに連載を持ち、『天地無用!』『でたとこプリンセス』などの代表作を出す。
デビュー以来、長らく東京都内に住んでいたが、2004年に「どうしても秋田弁でしゃべりたい」という思いが抑えられなくなり、出身地の秋田に戻った。帰郷後は『超神ネイガー』の企画に賛同し、コミカライズ（富士見書房「月刊ドラゴンエイジ」読み切り→単行本化）をはじめ、様々な商品へのイラスト提供を行う。
実家は秋田県大仙市協和境の蔵元、奥田酒造店。銘柄の「千代緑」「重右衛門の酒」を、自身の作品中に度々登場させている。

## 作品リスト
- ラジカルガーディアン（全3巻）
- でたとこプリンセス（全6巻）
- イース 太陽の仮面
- 陰陽探偵少女遊RANTO☆魔承録（原作：あかほりさとる、全5巻）
- 天地無用! シリーズ（原作：梶島正樹）
  - 天地無用! 魎皇鬼（全12巻）
  - 新・天地無用! 魎皇鬼（全10巻）
  - 天地無用! 砂沙美伝説
  - 天地御免! アペンディクス
  - 天地無用! 砂沙美ちゃん あらかると!
- 超神ネイガー（原作：海老名保、高橋大／脚本：RED、全1巻）
- ホムラ!（原作：今野仁、全3巻）
- なんだ、ただの勇者様か - ウェブコミック誌『YOMBAN』
- 龍ヶ嬢七々々の埋蔵金（原作：鳳乃一真、全2巻）
- Palette!

その他、アンソロジーやイラスト、パンフレット類の4コマ掲載など多数。